# Pristaulacus absens
Pristaulacus absens är en stekelart som beskrevs av Smith 2005. Pristaulacus absens ingår i släktet Pristaulacus och familjen vedlarvsteklar. Inga underarter finns listade i Catalogue of Life.